# Encephalartos lanatus
Encephalartos lanatus — вид голонасінних рослин класу саговникоподібні (Cycadopsida).
Етимологія: лат. lanatus — «шерстистий».

## Опис
Рослини деревовиді; стовбур 1–1,5 м заввишки, 25–30 см діаметром. Листки довжиною 100 см, синьо-зелені, тьмяні; хребет жовтуватий, прямий з останньою третиною різко загнутою; черешок прямий, без колючок. Листові фрагменти лінійні; середні — 10–14 см завдовжки, шириною 6–8 мм. Пилкові шишки 1–4, вузькояйцевиді, червоні, завдовжки 25–30 см, 5–6 см діаметром. Насіннєві шишки завдовжки 1–4, яйцевиді, жовті, завдовжки 25–30 см, 12–15 см діаметром. Насіння яйцеподібне або довгасте, 25–30 мм завдовжки, 20–25 мм завширшки, саркотеста жовта.

## Поширення, екологія
Країни поширення: ПАР (Гаутенг, Мпумаланга). Росте на висотах від 1200 до 1500 м. Цей вид зазвичай зустрічається на схилах захищених лісом пісковикових хребтах.

## Загрози та охорона
Зустрічається в сільських районах. Розвиток сільського господарства області поширення таксона має мінімальний вплив на вид у зв'язку з типами методів ведення сільського господарства. Вид не має популярності серед колекціонерів, оскільки він чутливий до порушень і будь-яка пересадка закінчується загибеллю рослин. Два місця зростання, проте, перебувають під загрозою: одне зазнає інтенсивного руйнування на військовому полігоні, а інше шляхом будівництва і дорожнього будівництва для задоволення курорту. У провінції Гаутенг, цей вид зберігається в двох приватних заповідниках та в місці природної спадщини. Рослини також є в англ. Loskop Dam Nature Reserve та англ. Botshabelo Nature Reserve. 